# Eugène Apert

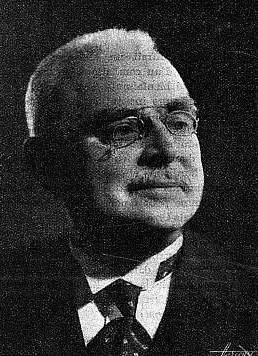
Eugène Apert

Eugène Charles Apert (Parijs, 27 juli 1868 – 2 februari 1940) was een Franse kinderarts.
Hij deed zijn doctoraalexamen in 1897 en werkte daarna in het Hôtel-Dieu en het Hôpital Saint-Louis. Van 1919 tot 1934, werkte hij in het Hôpital des Enfants-Malades in Parijs. De kinderarts Jacques-Joseph Grancher (1843–1907) en de chirurg Paul Georges Dieulafoy (1839–1911) hebben een grote invloed uitgeoefend op zijn carrière. Hij was ook student bij kinderarts Antoine Marfan (1858–1942) en hij werkte samen met de dermatoloog François Henri Hallopeau (1842–1919).
Aperts onderzoek was voor het grootste deel gericht op genetische aandoeningen en aangeboren afwijkingen. In 1906 publiceerde hij een artikel getiteld De l'acrocéphalosyndactylie, waarin hij enkele individuen beschreef met aangeboren afwijkingen van de schedel samen met aan elkaar gegroeide vingers en tenen. Deze aandoening werd later aangeduid met de term "syndroom van Apert" met de trias craniosynostose, syndactylie en onderontwikkeling van de bovenkaak
Daarnaast heeft Apert vele werken gepubliceerd op het gebied van de kindergeneeskunde, inclusief een invloedrijk handboek over opvoeding. Hij was een van de medeoprichters van de Franse Sociëteit van eugenetica.